# Robert de Croÿ
Robert de Croÿ (estimé 1500 - 31 août 1556) est un évêque. Il est nommé au diocèse de Cambrai de 1519 à 1556.
Il était le fils cadet d'Henri de Croÿ et de Charlotte de Châteaubriand, et donc un petit-fils de Philippe Ier de Croÿ et le frère cadet de Philippe II et de Guillaume III de Croÿ.Il est également le frère aîné de l'abbé commendataire et évêque Charles de Croÿ
Robert est nommé évêque de Cambrai à un jeune âge pour reprendre la place occupée par son frère Guillaume III de Croÿ. Cela permettait que le diocèse de Cambrai, très stratégique, reste dans la famille, et donc d'avoir de l'influence au sein des Habsbourg.
Robert a été installé comme évêque en 1529. Cette année-même, il était l'hôte pour la signature de la paix des Dames. Il fut l'un des participants au Concile de Trente. Il a organisé en 1550 un synode, où le mystique Louis de Blois-Châtillon était présent, et où il a proclamé dans son diocèse l'Intérim d'Augsbourg. 
Robert de Croÿ est enterré dans la cathédrale Notre-Dame de Grâce de Cambrai.